# Synth pop
Il synth pop (a volte techno pop) è un sottogenere della musica New wave caratterizzato da diverse influenze e fusioni stilistiche. Il nome deriva dai termini synthesizer (sintetizzatore) e popular. Il genere si è sviluppato tra la fine degli anni settanta e l'inizio degli anni ottanta, epoca in cui ha raggiunto la sua massima popolarità.

## Storia
Tra la fine degli anni settanta e l'inizio degli anni ottanta, un certo numero di band, soprattutto britanniche e influenzate fortemente da Roxy Music e David Bowie, hanno introdotto le innovazioni elettroniche di band come Kraftwerk per le canzoni pop e rock. I primi artisti a farlo furono Gary Numan, The Human League, Ultravox, Depeche Mode (che sono considerati da riviste musicali come Rolling Stone la quintessenza del genere), Orchestral Manoeuvres in the Dark e Soft Cell.
Alcuni di questi primi accenni di synth pop sono stati mutati in pop sintetizzato ballabile e più orecchiabile chiamato new romantic, con gruppi come Duran Duran e Modern Talking che hanno portato il genere a un pubblico più ampio. I Duran Duran diventarono delle vere star, oltre che un riferimento per il loro genere, portando il synth pop nel circuito mainstream. Altre band, al contrario, rimasero confinate in un circuito più alternativo, restando fedeli a un suono più ricercato, ottenendo però una breve ma notevole popolarità con alcuni singoli di successo.
Tra i protagonisti del synth pop d'origine bisogna citare anche i New Order, nati dalle ceneri dei Joy Division rimasti orfani di Ian Curtis, gli Alphaville con i loro successi Forever Young e Big in Japan (canzoni poi riprese da altre numerosissime band), gli Ultravox, che con il cambio del cantante da John Foxx a Midge Ure e con la pubblicazione dell'album Vienna restarono per circa un lustro i veri dominatori del synth pop, grazie anche ad altri album pienamente azzeccati come Lament e Quartet. Da menzionare inoltre i Pet Shop Boys, con singoli di enorme successo come West End Girls, Domino Dancing e It's a Sin, i Talk Talk con Such a Shame, It's My Life e i Visage con Fade to Grey.
Dal 1986 la popolarità della new wave e dei suoi sottogeneri cominciò a calare, a parte singoli casi come i già citati Depeche Mode. Infatti negli anni novanta il synth pop è rientrato principalmente negli ambienti underground, vicino ai movimenti goth e alla musica indie. Dall'inizio degli anni 2000 sono però emerse diverse nuove band influenzate dagli sviluppi della musica elettronica e dalle nuove tecnologie.
Il synth pop ha contribuito a introdurre il sintetizzatore come strumento fondamentale tra molti artisti della musica popolare contemporanea, e ha generato fusioni con altri generi, dando vita a nuove forme musicali, come ad esempio il futurepop o l'electroclash.